# District d'Astrakhan
Le district d'Astrakhan (en kazakh : Астрахан ауданы) est un district de l’oblys d'Aqmola au Kazakhstan.  

## Géographie
Le centre administratif du district est la ville d'Astrakhan.

## Démographie
Sa population est de 25 524 habitants en 2009.